# Danh sách thành phố Bahrain

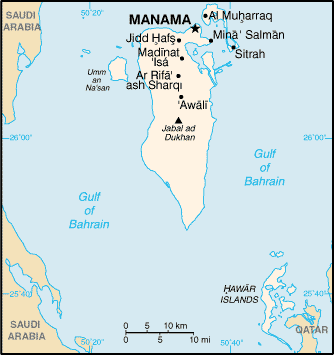
Bản đồ Bahrain

Đây danh sách các thành phố và thị trấn ở Bahrain:
- Manama
- al-Muĥarraq
- Ar-Rifaca
- Madīnat H̨amad
- ʿĀlī
- 'Īsā
- Sitrah
- al-Budayyiʿ
- Jidd Ĥafş
- al-Mālikiyah
- Diraz

## 10 thành phố lớn nhất
1. Manama - 154.700 dân
2. al-Muĥarraq - 98.800 dân
3. Ar-Rifaca - 86.100 dân
4. Madīnat H̨amad - 57.000 dân
5. ʿĀlī - 51.400 dân
6. 'Īsā- 39.800 dân
7. Sitrah - 37.100 dân
8. al-Budayyiʿ - 33.200 dân
9. Jidd Ĥafş - 32.600 dân
10. al-Mālikiyah - 14.800 dân

## Thị trấn khác
- al-H̨idd
- Mina Salman
- Al-Rifa ash Sharqi